# گروه چهارجانبه درباره خاورمیانه
گروه چهارجانبه درباره خاورمیانه یا گروه چهار خاورمیانه (به انگلیسی: Quartet on the Middle East یا Middle East Quartet)، گاهی چهارجانبه دیپلماتیک یا چهارجانبه مادرید (به انگلیسی: Diplomatic Quartet یا Madrid Quartet) یا به‌صورت مختصر و ساده چهارجانبه (به انگلیسی: Quartet) نامیده می‌شود. چهارگانه‌ای از کشورها، نهادهای بین‌المللی و فراملی است که در میانجیگری روند صلح اسرائیل–فلسطین نقش دارند. گروه چهارجانبه متشکل از سازمان ملل متحد، ایالات متحده، اتحادیه اروپا و روسیه است. این گروه در سال ۲۰۰۲ در نتیجه تشدید درگیری ها در خاورمیانه، با یادآوری کنفرانس مادرید در سال ۱۹۹۱، توسط خوزه ماریا اسنار وزیر خارجه اسپانیا در مادرید تأسیس شد.
تونی بلر از ۲۷ ژوئن ۲۰۰۷ در روزی که از نخست وزیری و عضویت پارلمان بریتانیا استعفا داد به عضویت این گروه درآمد.

## اعضا و نمایندگان آن‌ها
- ایالات متحده آمریکا: وزیر امور خارجه مایک پومپئو
- اتحادیه اروپا:موگرینی
- روسیه: وزیر امورخارجه سرگئی لاوروف
- سازمان ملل: آنتونیو گوترش
- تونی بلر: عضو ویژه